# Любо, братці, любо
«Любо, братці, любо …» — козацька народна пісня. Стала широко відомою після виконання російською мовою в українському радянському фільмі 1942 року «Олександр Пархоменко» як улюблена пісня Нестора Махна.

## Походження
Пісня відома у виконанні багатьох російських і українських співаків. 
Її походження достеменно невідоме. Рядок "Любо, братцы, жить!" є в солдатській пісні, яку 1837 року опублікувала «Библіотека для чтенія». Багато дослідників вважають пісню зразком творчості донських козаків, зокрема через зміст російського варіанту та наявність українізмів. За іншою версією, вона присвячена Громадянській війні.
За словами Тараса Житинського, «Любо, братці, любо» — українськомовна махновська пісня часів визвольних змагань 1917—1921 років, яку 1997 року записав етнограф Олександр Гриб. Ця версія викликає сумніви.

## Слова (варіант Житинського)
Як батько заграє, - ворог враз ридає;

То є іти до кого молодому козаку?!

Червоні ліворуч, білії праворуч,

А я піду до батька на гражданськую війну.

Любо, братці, любо, любо, братці, жить,

З нашим отаманом не приходиться тужить.

Із валки лунко, лунко в береги

Вдарили одразу короткі батоги.

Батько нахилився, коня у кар’єр,

"Висікти сволоту!", цівку плечем впер.

А першая куля, а першая куля

Порснула по мені та й спасли ремні.

А другая куля, а другая куля

Ранила коня, ще за світла дня.

Любо, братці, любо, любо, братці, жить,

З нашим отаманом не приходиться тужить.

А третяя куля, а третяя куля

Цілила мене, мого коня мине.

Як терпець урвався - то не налякать,

Тільки б дотягнуться, а на смерть начхать.

Не сумуйте батьку, нічого пенять,

Ті хто виноваті вже навіки сплять.

А що не владнали та не домайстрували

Буде того зілля нашим дітям дорубать.

Любо, братці, любо, любо, братці, жить,

З нашим отаманом не приходиться тужить.

Годі на сьогодні, браття, храбрувать,

Коні потомились, хлопці хочуть спать.

Нічого не шкода, ні врага-ірода,

Шкода тілько волі та й буланого коня.

Любо, братці, любо, любо, братці, жить,

З нашим отаманом не приходиться тужить.

 Любо, братці, любо, любо, братці, жить,

З нашим отаманом не приходиться тужить.